# Rue Hancart
Pour les articles homonymes, voir Hancart.
La rue Hancart (en néerlandais : Hancartstraat) est une rue bruxelloise de la commune de Schaerbeek qui va du carrefour de la chaussée de Haecht et de l'avenue Louis Bertrand au carrefour de la rue Royale Sainte-Marie et de la place Lehon.
Les habitations n'occupent que le côté gauche de la rue, le long de l'église Saint-Servais. La numérotation des habitations va de 1 à 20 sans discontinuer.
La rue porte le nom d'un ancien échevin schaerbeekois (1852-1860), Victor Hancart, né à Gilly le 6 mai 1812 et décédé à Schaerbeek le 22 mars 1882.